# Diecéze varšavsko-pražská
Diecéze varšavsko-pražská (latinsky Dioecesis Varsaviensis-Pragensis, polsky Diecezja warszawsko-praska) je  římskokatolická diecéze v Polsku, se sídlem ve Varšavě na východním břehu řeky Visly, kde se nachází katedrála sv. Michaela a Floriána, zatímco konkatedrála P. Marie Vítězné je ve varšavské čtvrti Praga. Je součástí varšavské církevní provincie, je tudíž sufragánní vůči varšavské arcidiecézi. 

## Stručná historie
V rámci reorganizace polské diecézní struktury papež Jan Pavel II. vydal dne 25. března 1992 bulu Totus Tuus Poloniae populus, kterou mj. zřídil diecézi varšavsko-pražskou jako sufragánní vůči varšavské arcidiecézi. Diecéze vznikla vyčleněním teritoria části varšavské arcidiecéze a části diecéze płocké.